# Transport ferroviaire au Malawi
Le transport ferroviaire au Malawi repose sur un réseau à voie étroite exploité par la compagnie ferroviaire nationale du Malawi, partiellement privatisée. Depuis 1999, Central East African Railways (en), propriété de la Railroad Development Corporation obtient des droits d'exploitation du réseau. Les actifs et activités du consortium sont vendus en 2008 à un consortium d'investissement du Mozambique, INSITEC,,.
Le réseau ferré, peu développé et essentiellement tourné vers le transport de marchandises, est secondé par de nombreuses lignes de minibus ou taxi-brousse.

## Réseau

### Structure interne
L'axe central du Malawi traverse le pays de l’extrémité sud à la frontière est, après être passé près du Lac Malawi. Cet axe relie Mchinji à Nsanje en passant par Lilongwe, Salima, Chipoka, Blantyre et Limbe.
- Liwonde - Cuamba (Mozambique) (Trajet de trois heures)[7]

### Interconnexion frontalière
Il n'existe aucune liaison avec la Tanzanie. En effet, son réseau ferroviaire n'a pas le même écartement, ce qui impose une rupture de transport techniquement trop lourde à gérer pour que l'opération soit rentable.
Une ligne desservant Chipata en Zambie a été achevée en 1984. La connexion au réseau ferré zambien a eu lieu en 2010. Toutefois, la manque d'installation à Chipata rend le trafic inexistant.
La ligne traversant la région de Nacala au Mozambique pour aller aux ports de l'Océan Indien n'a plus eu aucune activité depuis la Guerre civile du Mozambique, et nécessitait des travaux de reconstruction. Elle a été remise en service en 2015.
En avril 2011, le gouvernement du Malawi et l'entreprise minière brésilienne Vale ont signé un accord portant sur la construction de 100 km de voie ferrée de la mine de Moatize (au Mozambique) à Nkaya, à partir de laquelle il est possible de joindre le port de Nacala. Cette liaison, le « corridor de Nacala », a été inaugurée en 2017.